# Xã Liberty, Quận Hardin, Ohio
Xã Liberty (tiếng Anh: Liberty Township) là một xã thuộc quận Hardin, tiểu bang Ohio, Hoa Kỳ. Năm 2010, dân số của xã này là 7.712 người.